# Kropptjärnen (Älvdalens socken, Dalarna, 679807-137229)
Kropptjärnen är en sjö i Älvdalens kommun i Dalarna och ingår i Dalälvens huvudavrinningsområde. Sjön har en area på 0,0506 kvadratkilometer och ligger 424,2 meter över havet. Sjön avvattnas av vattendraget Kroppbäcken.

## Delavrinningsområde
Kropptjärnen ingår i det delavrinningsområde (679866-137067) som SMHI kallar för Mynnar i Vanån. Medelhöjden är 446 meter över havet och ytan är 4,23 kvadratkilometer. Räknas de 4 avrinningsområdena uppströms in blir den ackumulerade arean 17,13 kvadratkilometer. Kroppbäcken som avvattnar avrinningsområdet har biflödesordning 4, vilket innebär att vattnet flödar genom totalt 4 vattendrag innan det når havet efter 433 kilometer. Avrinningsområdet består mestadels av skog (57 procent) och sankmarker (36 procent). Avrinningsområdet har 0,1 kvadratkilometer vattenytor vilket ger det en sjöprocent på 2,4 procent.